# Nephodia erna
Nephodia erna är en fjärilsart som beskrevs av Paul Dognin 1900. Nephodia erna ingår i släktet Nephodia och familjen mätare. Inga underarter finns listade i Catalogue of Life.